# Орган Темешвари
Орган Темешвари (англ. organ of Tömösváry) — парный сенсорный орган, расположенный рядом с антеннами на голове у двупарноногих многоножек. Внешне напоминает бугорок, может иметь различную форму. Покрыт тонкой, пористой кутикулой, под которой находятся сенсорная полость с рецепторами, чьи аксоны связывают его с протоцеребрумом. Функции органа до сих пор точно не установлены. Предполагалось, что он может предназначаться для терморецепции или хеморецепции, а также для восприятия вибрации, гравитации и влажности. Орган назван в честь венгерского энтомолога Эдена Темешвари.

## Филогенетическое значение
Похожие органы имеются в, частности, у Collembola и Protura (у этих членистоногих они называются постантеннальными или височными органами, а также ложными глазками), что ранее считалось важным аргументом в пользу того, что многоножки и шестиногие являются сестринскими группами, однако позднее их гомология с органами Темешвари была поставлена под сомнение.